# Holloways Beach
Holloways Beach is een plaats in de Australische deelstaat Queensland en telt 2.347 inwoners (2016).